# فلایت‌گلوبال
فلایت‌گلوبال نام یک وب‌گاه خبری در مورد هوانوردی و مهندسی هوافضا است. همچنین این وبسایت، امکان گفتگو در مورد موضوعات مرتبط را ایجاد می‌کند.
این وب‌گاه در فوریه سال ۲۰۰۶ به صورت مجله اینترنتی فلایت‌اینترنشنال راه اندازی شد.
این مجله به عنوان مرجعی برای ثبت تاریخ هوانوردی از بیش از یک میلیون عکس متعلق به بنیاد فلایت استفاده می‌کند که در سال ۱۹۰۹ پایه‌گذاری شد.
فلایت‌گلوبال به عنوان وبسایت تجاری برتر از سوی اتحادیه ناشران آنلاین برنده جایزه ناشران دیجیتال سال ۲۰۱۰ شده است. به گفته قضات مسابقه: این وبسایت از ابزارهای دیجیتالی بسیار گسترده‌ای استفاده کرده و توجه ویژه‌ای به تعامل و استفاده مؤثر از رسانه‌های جمعی در محیط تجاری دارد.